# Magselita
La magselita és un mineral de la classe dels òxids. Rep el nom pels seus cations metàl·lics: magnesi i seleni.

## Característiques
La magselita és un òxid de fórmula química [Mg(H₂O)₆](Se⁴⁺O₃). Va ser aprovada com a espècie vàlida per l'Associació Mineralògica Internacional en el mes de març de l'any 2025, i encara resta pendent de publicació. Cristal·litza en el sistema trigonal.
L'exemplar que va servir per a determinar l'espècie, el que es coneix com a material tipus, es troba conservat a les col·leccions del Museu Carnegie d'Història Natural, a Pittsburgh (Estats Units), amb el número de catàleg: CM34763.

## Formació i jaciments
Va ser descoberta a la mina Pickett Corral, situada al comtat de Montrose (Colorado, Estats Units). Aquesta mina estatunidenca és l'únic indret de tot el planeta on ha estat descrita aquesta espècie mineral.